# Jeanne Beijerman-Walraven
Jeanne Beijerman-Walraven   (Semarang, 14 de juny de 1878 - Arnhem, 20 de setembre de 1969) fou una compositora neerlandesa.

## Biografia
Va néixer a Semarang, Indonèsia, i va estudiar en cursos privats amb Frits Koeberg a La Haia.
Les primeres composicions de Beijerman-Walraven són d'estil romàntic tardà, però després va adoptar tècniques contemporànies i les seves obres van esdevenir mésexpressionistes. Tot i que va obtenir reconeixement per la seva tasca des del començament de la seva carrera, poques vegades la seva obra es va interpretar després dels anys vint.
Va morir a Arnhem el 1969.

## Obres
- Obertura de concert per a orquestra, 1910
- Orkeststuk per a orqeustra, 1921
- Lento et Allegro moderato per a orquestra, 1921
- Sonate, violí, piano,, 1909, 1952
- Koraal, orgue/piano, 1911
- Quartet de cordes, 1912
- 2 stukken, pianoforte, 1929
- Andante espressivo con molta emozione, pianoforte, 1950
- Pan (H. Gorter), S, pf
- Het is winter, S, pf
- Licht mijn licht, SATB
- Uit de wijzangen (R. Tagore, trad. F. van Eeden), Mezzo-soprano, piano, abans del 1916
- Ik moet mijn boot te de l'eau laten, Nu mogen alle vregdewijzen zich mengen; De zieke buur (F. Pauwels) orquestra, 1922
- In den stroom (H. Keuls), cançó, 1924
- Feestlied (Keuls), soprano, piano/orquestra, 1926
- Om de stilte (Keuls), canço, 1940
- Mère (3 poemes de M. Carême), violí baix, piano, 1950
- De rampe (Renée), cançó, 1953